# Van Wert (Ohio)
Van Wert is een plaats (city) in de Amerikaanse staat Ohio, en valt bestuurlijk gezien onder Van Wert County.

## Demografie
Bij de volkstelling in 2000 werd het aantal inwoners vastgesteld op 10.690.
In 2006 is het aantal inwoners door het United States Census Bureau geschat op 10.442, een daling van 248 (-2.3%).

## Geografie
Volgens het United States Census Bureau beslaat de plaats een oppervlakte van
15,8 km², waarvan 15,3 km² land en 0,5 km² water. Van Wert ligt op ongeveer 237 m boven zeeniveau.

## Plaatsen in de nabije omgeving
De onderstaande figuur toont nabijgelegen plaatsen in een straal van 16 km rond Van Wert.